# Paul Egede
Paul Hansen Egede (Kabelvaag, 9 de Setembro de 1708 — Copenhaga, 6 de Junho de 1789) ou também Poul Hansen Egede foi um teólogo e missionário luterano dano-norueguês na Groenlândia. Era também estudioso da língua inuit.
Era filho do também missionário luterano norueguês Hans Egede, dito Apóstolo da Gronelândia, e de Gertrud Rask. 
Completou a tradução iniciada pelo seu pai do Novo Testamento em 1766 e publicou um dicionário de tradução da língua inuktitut para a língua dinamarquesa e para latim (1750), uma gramática (1760) e um catecismo (1756) em idioma inuktitut.